# 多脉榕
多脉榕（学名：Ficus polynervis）为桑科榕属的植物，为中国的特有植物。分布于中国大陆的云南等地，生长于海拔1,300米至1,500米的地区，常生于混交林中，目前已由人工引种栽培。